# Аденоиды
Аденоид (лат. adenoid, от др.-греч. ἀδήν — железа и εἶδος — вид; также аденоидные разращения, аденоидные вегетации) — патологически увеличенная глоточная (носоглоточная) миндалина, вызывающая затруднение носового дыхания, снижение слуха и другие расстройства. Разращения миндалины обусловлены гиперплазией её лимфоидной ткани.

## Основные сведения
Глоточная миндалина располагается в своде носоглотки и входит в состав лимфаденоидного глоточного кольца (вместе с язычной, трубными и нёбными миндалинами).
При обычном осмотре глотки этой миндалины не видно, для её наблюдения требуются специальные инструменты.
Аденоидные вегетации широко распространены у детей и наиболее часто наблюдаются в возрасте от 3 до 7 лет. Развитию аденоидов способствуют заболевания, вызывающие воспаление слизистой оболочки полости носа и миндалин (корь, скарлатина, грипп, острые и хронические воспалительные заболевания верхних дыхательных путей и др.).

## Диагностика
В настоящее время существует несколько методов диагностики:
1. Пальцевое исследование носоглотки — наименее информативный метод, но дающий представление о консистенции аденоидов.
2. Рентгенография носоглотки — более информативный, но связан с лучевым воздействием на пациента.
3. Компьютерная томография — более информативный, чем предыдущий, но достаточно дорогостоящий.
4. Эндоскопический метод — «золотой стандарт» в диагностике аденоидов, проводится как через нос — «эндоскопическая риноскопия», так и через полость рта — «эндоскопическая эпифарингоскопия». Выполняется либо гибким эндоскопом — фиброскопия (наименее травматичный метод, рекомендуется для маленьких детей и взрослых), ригидная эндоскопия (подходит для пациентов любого возраста при условии отсутствия анатомических особенностей в полости носа, препятствующих проведению эндоскопа).
5. Задняя риноскопия — «классический» метод осмотра через рот при помощи специального зеркала, иногда трудно выполним у детей младшего возраста.

Помимо этого, поверхность аденоидов видна при передней риноскопии (осмотре через нос).

## Степени развития
Различают три степени развития аденоидов
- 1 степень — разросшаяся глоточная миндалина закрывает лишь верхнюю часть сошника или высоты носовых ходов.
- 2 степень — увеличенная глоточная миндалина закрывает 2/3 сошника или высоты носовых ходов.
- 3 степень — увеличенная глоточная миндалина закрывает почти весь сошник.

## Клиническая картина
Аденоидит — воспаление патологически разращенной (гиперплазированной, гипертрофированной) глоточной (носоглоточной) миндалины (аденоидов). Может встречаться изолированно или в сочетании с воспалением увеличенных нёбных миндалин. Аденоидит может быть острым, подострым или хроническим.
Аденоидит проявляется повышением температуры и резким нарушением носового дыхания.
Симптомы: начинается затруднение носового дыхания. Сначала только ночью (сопение, храп), а потом и днём. Также наблюдается утренний кашель (это может быть единственный симптом при подостром аденоидите). Также при вялотекущем аденоидите возможно постепенное снижение слуха. Возможны слизистые и гнойные выделения из носа, хронический сухой кашель.

## Осложнения
Учитывая влияние аденоидных вегетаций на нормальное функционирование носового дыхания, основные осложнения связаны с проходимостью носоглотки. Типичными осложнениями являются различные формы синусита: гайморит, фронтит и др. Снижение слуха и отиты, связаны с нарушением проходимости слуховых труб (Евстахиевых). Есть данные о влиянии на разговорную речь, снижение учебной успеваемости, а также влиянии отсутствия носового дыхания на воспалительные процессы в бронхах и лёгких (например: хронический бронхит).

## Лечение
Лечением занимается оториноларинголог. Заболевание аденоидов может лечиться консервативно или хирургическим путём (удаление аденоидов — аденотомия).

### Аденотомия
Абсолютными показаниями для удаления аденоидов являются:
- апноэ, не поддающееся консервативному лечению
- полное отсутствие дыхания через нос, не поддающееся консервативному лечению
- стойкое снижение слуха длительностью более 3 месяцев
- рецидивы гнойных средних отитов
- нарушение формирования прикуса (однако одно из исследований показало отсутствие прямой связи между нарушениями носового дыхания и формированием прикуса)[3].

Относительными показаниями являются рецидивы бактериальных синуситов, частые рецидивы экссудативных отитов, неприятный запах изо рта и длительное затруднение носового дыхания средней степени.
Кроме того, аденоид удаляют при закрытии ими выводного соустья евстахиевых труб и связанного с этим нарушения дренажной функции евстахиевой трубы. При этом из среднего уха не выходит слизь, которая там в норме образуется, и скопление этой слизи нарушает проведение звуков. Ребёнок начинает хуже слышать, кроме того, такое ухо может быть чаще подвержено воспалениям (средний отит).
Аденотомия проводится под общим наркозом, пациент находится в медикаментозном сне 15–20 минут.
Хирург использует для операции либо аденотом, либо шейвер в зависимости от своего опыта и удобства, оба инструмента дают одинаковый эффект. Лазерный скальпель не используется из-за опасности ожога окружающих тканей.
Аденотомия повышает более чем вдвое относительный риск хронических обструктивных болезней легких и почти вдвое — риск болезней верхних дыхательных путей и конъюнктивита. Аденоидэктомия без удаления гланд повышает относительный риск воспаления среднего уха (отита) в 4-5 раз и ведёт к существенному увеличению риска синусита.